# 예의없는 것들
《예의없는 것들》은 2006년에 개봉한 대한민국의 영화이다.

## 캐스팅
- 신하균 : 킬라 역
- 윤지혜 : 그녀 역
- 강산 : 꼬마 역
- 이한위 : 관장킬라 역
- 김응수 : 원장 역
- 박충선 : 서 형사 역
- 김병옥 : 꽁지머리 역
- 박선우 : 칼자국 역
- 전이두 : 빠텐 역
- 박길수 : 똥무게 역
- 조현철 : 똥무게 일당 2 역
- 박민규 : 짝부랄 역
- 고수희 : 딸꾹 역
- 고창석 : 피아노 역
- 신범식 : 빠찡코 돼지 역
- 하성광 : 살아남은 약쟁이 역
- 장원영 : 왕눈이 약쟁이 역
- 이용이 : 할머니 역
- 윤상화 : 곱사등 여인 남편 역
- 황영희 : 어떤 집 부부 - 아내 역
- 박팔영 : 총장 역
- 백승철 : 번영회 기생충 역
- 여진구 : 어린 킬라 역
- 한보배 : 어린 그녀 역
- 정만식 : 머리 빵구난 깍두기 역
- 권태원 : 국회의원 역
- 김주령 : 곱사등 여인 역
- 심재원 : 약쟁이 2 역
- 이미숙 : 젊은 부부 - 여 역
- 김민준 : 발레 킬라 역 (특별출연)